# Килимова акула темна
Килимова акула темна (Sutorectus tentaculatus) — єдиний вид роду Sutorectus родини Килимові акули. Інші назви «горбиста килимова акула», «воббегонг-швець».

## Опис
Загальна довжина сягає 92 см, зазвичай — 70-80 см. Голова відносно вузька, її ширина менше відстані від кінчика морди до першої зябрової щілини. Характерна «борода» зі шкіряних виростів є кудлатою, утворює рідкі ділянки виростів по контуру голови. Очі відносно маленькі, розташовані на верхній частині голови. За ними присутні розвинені бризкальця. Губні борозни розвинені. Вусики під ніздрями нерозгалужені. Рот відносно вузький, ширина сягає 9% довжини усього тіла. Розташований близько до кінчика морди. Зуби на верхній щелепі більші за зуби нижньої, мають ікла. Розташовані у 2 рядки, на нижній щелепі — у 3. У неї 5 пар зябрових щілин. Тулуб сплощений зверху, менш широкий та більш стрункий на відміну від інших килимових акул. На спині від голови до хвоста розташовані шкіряні горбики на кшталт бородавок. Грудні й черевні плавці невеличкі. Має 2 низьких та довгих спинних плавця, розташовані у хвостовій частині. Анальний плавець — позаду заднього спинного плавця. Хвостовий плавець відносно довгий, гетероцеркальний.
Забарвлення світло-коричневе з темними сідлоподібними плямами (межі їх зигзагоподібні), по яких розкидані чорні й світлі плямочки.

## Спосіб життя
Віддає перевагу піщаному й піщано-мулистому ґрунту. Зустрічається біля скелястих, рифових ділянок дна. Повільна та млява акула. Є одинаком. Вдень ховається у природних укриттях. Активна вночі та в присмерку. Полює біля дна, є бентофагом. Живиться дрібною костистою рибою, ракоподібними, головоногими молюсками. Полює із засідки, здобич різко хапає або втягує за допомогою щочного насосу.
Статева зрілість самців настає при розмірі 65 см. Це яйцеживородна акула. Народжені акуленята становлять 22 см завдовжки.
Не є об'єктом промислового вилову.
Вважається потенційно небезпечною для людини.

## Розповсюдження
Мешкає біля південного та південно-західного узбережжя Австралії: від островів Абролхос до акваторії м. Аделаїда.